# Congreso de la Florida
El Congreso de Florida o de la Florida fue una asamblea celebrada el 25 de agosto de 1825 en Piedra Alta de la Florida. En el mismo se declaró unánimemente la independencia de la Provincia Oriental con respecto al Brasil, así como la unión con las Provincias Unidas del Río de la Plata y la de creación del pabellón de la Provincia Oriental.

## Antecedentes

Bandera de la llamada Provincia Cisplatina, bajo dominio del Reino Unido de Portugal, Brasil y Algarve y luego del Brasil entre 1821 a 1825.

Entre los años 1816 y 1820 se produjo la invasión y ocupación de la Provincia Oriental (integrante de las Provincias Unidas del Río de la Plata) por parte del Reino Unido de Portugal, Brasil y Algarve. Las fuerzas lusobrasileñas se impusieron fácilmente a la resistencia que presentaron las fuerzas de José Gervasio Artigas quien, derrotado, debió abandonar la provincia en 1820, para luego exiliarse en el Paraguay.
En febrero de 1824 la Provincia Oriental fue anexionada al Imperio del Brasil, tras la independencia de este, bajo el nombre de Provincia Cisplatina, nombre que también había tenido bajo la administración anterior. Previamente a ello, un movimiento separatista (1822-1823) dirigido por varios patriotas partidarios de la unión a las Provincias Unidas del Río de la Plata, había sido desbaratado por los brasileños.
En la madrugada del 19 de abril de 1825, dos lanchas que habían partido cuatro días antes de la localidad argentina de San Isidro, cruzaron el río Uruguay desembarcando en la Playa de la Agraciada a un grupo de expedicionarios conocidos como los Treinta y Tres Orientales comandados por Juan Antonio Lavalleja, cuyos objetivos eran expulsar a los brasileños y reunir a la Provincia Oriental con las Provincias Unidas del Río de la Plata. Los Treinta y Tres consiguieron atraer a los paisanos a la causa contra la dominación brasileña formando una fuerza militar de 2.500 hombres que llegaron a sitiar Montevideo el 20 de mayo de 1825.

## El Congreso

Bandera de la Provincia Oriental.

Lavalleja convocó a los pueblos para que decidiera la formación de un gobierno provisional, el que bajo la presidencia de Manuel Calleros, comenzó a actuar el 14 de junio en la Florida. Este gobierno provisional convocó a una Sala de Representantes de los cabildos de todos los pueblos de la provincia, la que inició sus funciones el 20 de agosto bajo la presidencia de Juan Francisco Larrobla.
Los miembros de esta junta fueron:
- Juan Francisco de Larrobla, Presidente, Diputado por el Departamento de Guadalupe.
- Luis Eduardo Pérez, Vicepresidente, Diputado por el Departamento de San José.
- Juan José Vázquez, Diputado por el Departamento de San Salvador.
- Joaquín Suárez, Diputado por el Departamento de la Florida.
- Manuel Calleros, Diputado por el Departamento de Nuestra Señora de los Remedios.
- Juan de León, Diputado por el Departamento de San Pedro.
- Carlos Anaya, Diputado por el Departamento de Maldonado.
- Simón del Pino, Diputado por el Departamento de San Juan Bautista.
- Santiago Sierra, Diputado por el Departamento de las Piedras.
- Atanasio Lapido, Diputado por el Departamento de Rosario.
- Juan Tomás Nuñez, Diputado por el Departamento de las Vacas.
- Gabriel Antonio Pereira, Diputado por el Departamento de Pando.
- Mateo Lázaro Cortés, Diputado por el Departamento de Minas.
- Ignacio Barrios, Diputado por el Departamento de Víboras.
- Felipe Álvarez Bengochea, Secretario.

El Congreso eligió a Lavalleja como gobernador, capitán general y comandante en jefe de las fuerzas orientales.
El 25 de agosto esta representación declaró unánimemente la independencia de la Provincia Oriental con respecto a Brasil, así como la unión a las Provincias Unidas del Río de la Plata. 

### Leyes
La Ley de Independencia declaraba: 

(...) írritos, nulos, disueltos y de ningún valor para siempre, todos los actos de incorporación, reconocimientos, aclamaciones y juramentos arrancados a los Pueblos de la Provincia Oriental, por la violencia de la fuerza unida a la perfidia de los intrusos poderes de Portugal y el Brasil (...) libre e independiente del Rey de Portugal, del Emperador del Brasil y de cualquier otro del universo y con amplio y pleno poder para darse las formas que en uso y ejercicio de su Soberanía, estime convenientes.

La Ley de Unión declaraba:

La H. Sala de Representantes de la Provincia Oriental del Río de la Plata  en virtud de la soberanía ordinaria y extraordinaria que legalmente reviste para resolver y sancionar todo cuanto tienda a la felicidad de ella, declara: que su voto general, constante, solemne y decidido es, y debe ser, por la unidad con las demás Provincias Argentinas  a que siempre perteneció por los vínculos mas sagrados que el mundo conoce. Por tanto, ha sancionado y decreta por ley fundamental la siguiente: Queda la Provincia Oriental del Río de la Plata unida a las demás de este nombre en el territorio de Sud América, por ser la libre y espontánea voluntad de los Pueblos que la componen, manifestada con testimonios irrefragables y esfuerzos heroicos desde el primer período de la regeneración política de dichas Provincias. Dado en la Sala de Sesiones de la Representación Provincial, en la villa de San Fernando de la Florida, a los veinticinco días del mes de agosto de mil ochocientos veinticinco.

La Ley de Pabellón declaraba que la bandera de la Provincia Oriental sería de los colores "celeste, blanca y punzó", hasta ser aceptados nuevamente como una provincia más de las Provincias Unidas del Río de la Plata. Cabe destacar, como dato interesante, que sobre la base de la Ley de Pabellón una vez reincorporada la Provincia Oriental a las demás, ondeó en los edificios públicos de la Provincia la Bandera de la Argentina.
La Ley de Vientres declaraba que los hijos de esclavos nacerían libres.

## Reincorporación a las Provincias Unidas del Río de la Plata
Tras las victorias de las fuerzas orientales de Rincón, el 24 de septiembre, y de Sarandí, el 12 de octubre, el Congreso General Constituyente en Buenos Aires reconoció por ley el 24 de octubre de 1825  la reincorporación de la Provincia Oriental, aprobando los diplomas de Javier Gomensoro como diputado electo por la misma, lo que arrojó como consecuencia que el Imperio del Brasil les declarase la guerra en diciembre de ese mismo año, produciéndose abiertamente la Guerra del Brasil.